# Veliki Banovac
Veliki Banovac je naselje u Republici Hrvatskoj u Požeško-slavonskoj županiji, u sastavu grada Pakraca.

## Zemljopis
Veliki Banovac se nalaze sjeverozapadno od Pakraca, susjedna naselja su Mali Banovac na jugu,  Gornja Obrijež na istoku te Donja Obrijež na jugu.

## Stanovništvo
Prema popisu stanovništva iz 2011. godine Veliki Banovac je imao 171 stanovnika.
| broj stanovnika |       |       |       | 394   | 293   | 313   | 295   | 259   | 289   | 287   | 238   | 229   | 166   | 183   | 170   | 171   | 138   |
|                 | 1857. | 1869. | 1880. | 1890. | 1900. | 1910. | 1921. | 1931. | 1948. | 1953. | 1961. | 1971. | 1981. | 1991. | 2001. | 2011. | 2021. |